# Белоярский (Саратовская область)
Белоя́рский — посёлок в Белоярском муниципальном образовании Новобурасского района Саратовской области России.

## География
Посёлок расположен в 79 км на север от Саратова.

## Население
| 2002 | 2010  |
| ---- | ----- |
| 1219 | ↗1248 |

## Улицы[5]
- ул. Коммунарная,
- ул. Ленина,
- ул. Луговая,
- ул. Мичурина,
- ул. Октябрьская,
- ул. Первомайская,
- ул. Радаева .

## Инфраструктура
В селе действуют средняя школа, детский сад, имеется почтовое отделение и врачебная амбулатория.